# Óscar Molina (Boxer)
Óscar Molina Casillas (* 2. Januar 1990) ist ein mexikanischer Profiboxer im Halbmittelgewicht.

## Jugend und Familie
Óscar Molina ist im mexikanischen Chihuahua geboren, wanderte jedoch mit seiner Familie in die USA aus, wo er in Kalifornien aufwuchs und zur Schule ging. Sein Vater ist der ehemalige Profiboxer Miguel Molina, sein Zwillingsbruder Javier Molina ist ebenfalls Boxer und war Olympiateilnehmer der USA von 2008. Auch sein älterer Bruder Carlos Molina (* 1985) ist Profiboxer und kämpfte unter anderem 2012 gegen Amir Khan um einen WBC-Titel.

## Amateurkarriere
Er begann im Alter von acht Jahren mit dem Boxen, kämpfte ausschließlich im Weltergewicht und gewann 142 von 168 Amateurkämpfen. 2007 gewann er die Mexikanischen Elite-Meisterschaften (Erwachsene) und startete im März bzw. April 2008 bei den Amerikanischen Olympiaqualifikationen in Port of Spain und Guatemala-Stadt; mit drei Siegen und zwei Niederlagen belegte er jedoch nur die Plätze 3 und 5, weshalb ihm ein Olympiaauftritt verwehrt blieb. Eine seiner Niederlagen erlitt er gegen den Kubaner Carlos Banteur, die andere nur knapp (8:9) gegen den Venezolaner Omar Moreno. Dafür gewann er im November 2008 die Goldmedaille bei den Jugendweltmeisterschaften in Guadalajara. Er hatte sich dabei deutlich gegen Jess Ross (Australien), Marcos Nader (Österreich), Bogdan Juratoni (Rumänien), David Joyce (Irland) und Boturjon Machmudow (Usbekistan) durchgesetzt.
In den folgenden Jahren gehörte Molina zu den besten Boxern des amerikanischen Kontinents. Zu seinen anschließenden Erfolgen zählten;
- Juli 2009: 2. Platz Panamerikanische Meisterschaften in Mexiko-Stadt (Finalniederlage gegen Idel Torriente)
- 2010: 1. Platz Mexikanische Elite-Meisterschaften (Finalsieg gegen Hector Reyes)
- Mai 2010: 1. Platz José Cheo Aponte Turnier in Caguas (u. a. Siege gegen Esquiva Falcão und Myke Carvalho)
- Mai 2010: 1. Platz Olympic Cup in San Juan (Finalsieg gegen Esquiva Falcão)
- Juni 2010: 3. Platz Panamerikanische Meisterschaften in Quito (u. a. Sieg gegen Custio Clayton, Halbfinalniederlage gegen Myke Carvalho)
- Juli 2010: 2. Platz Zentralamerika- und Karibikspiele in Mayagüez (Finalniederlage durch geteilte Entscheidung gegen Cristian Peguero)
- Oktober 2011: 2. Platz Panamerikanische Spiele in Guadalajara (Finalniederlage gegen Carlos Banteur)

Im Mai 2012 startete er bei der Amerikanischen Olympiaqualifikation in Rio de Janeiro, wo er durch Siege gegen Nathan Ridings aus El Salvador, Brian Castano aus Argentinien und Gabriel Maestre aus Venezuela ins Finale einzog und erst dort gegen den Brasilianer Myke Carvalho ausschied. Durch den dabei erreichten zweiten Platz, war er jedoch automatisch für die im Oktober startenden Olympischen Sommerspiele in London qualifiziert. Dort unterlag er jedoch bereits in der Vorrunde gegen den Kanadier Custio Clayton mit 8:12 nach Punkten.
Darüber hinaus war Molina auch Teilnehmer der Boxweltmeisterschaften von 2009 in Mailand (Achtelfinale) und 2011 in Baku (Vorrunde).

## Profikarriere
Noch im Oktober 2012 unterzeichnete er zusammen mit seinem Bruder Javier einen Profivertrag bei Goossen Tutor Promotions und wird dort von Arnulfo Bravo gemanagt und trainiert. Sein Profidebüt bestritt er dann am 26. Januar 2013 in Chihuahua und gewann einstimmig nach Punkten gegen Héctor Mendoza. In seinen folgenden sieben Kämpfen gewann er jeweils vorzeitig innerhalb von fünf Runden. Sein vierter Kampf war zugleich sein Debüt beim US-Fernsehsender ESPN.
Im September 2015 boxte er Unentschieden gegen den ebenfalls ungeschlagenen Dominique Dolton (17-0). Seine erste Profiniederlage erlitt er im Juni 2016 gegen Jarrett Hurd (17-0).